# Akkajaure (Arjeplogs socken, Lappland)
Akkajaure (nuvarande stavning Áhkájávrre) är en sjö i Arjeplogs kommun i Lappland och ingår i Piteälvens huvudavrinningsområde. Sjön har en area på 1,57 kvadratkilometer och ligger 472,1 meter över havet. Vid sjön ligger bosättningen Áhkábákte (Akkapakte).

## Delavrinningsområde
Akkajaure ingår i det delavrinningsområde (739384-158355) som SMHI kallar för Utloppet av Akajaure. Medelhöjden är 509 meter över havet och ytan är 8,14 kvadratkilometer. Det finns inga avrinningsområden uppströms utan avrinningsområdet är högsta punkten. Vattendraget som avvattnar avrinningsområdet har biflödesordning 3, vilket innebär att vattnet flödar genom totalt 3 vattendrag innan det når havet efter 269 kilometer. Avrinningsområdet består mestadels av skog (75 procent). Avrinningsområdet har 1,85 kvadratkilometer vattenytor vilket ger det en sjöprocent på 22,7 procent.